# Lyctus kosciuszkoi
Lyctus kosciuszkoi är en skalbaggsart som beskrevs av Jerzy Borowski och Wegrzynowicz 2007. Lyctus kosciuszkoi ingår i släktet Lyctus och familjen kapuschongbaggar. Inga underarter finns listade i Catalogue of Life.